# Colophon montisatris
Colophon montisatris is een keversoort uit de familie vliegende herten (Lucanidae). De wetenschappelijke naam van de soort is voor het eerst geldig gepubliceerd in 1988 door Endrody-Younga.